# Adriaan Schade van Westrum
Adriaan Schade van Westrum (Amsterdam, 1865 – Manhattan, 19 de maig de 1917) va ser un editor i crític literari neerlandès, membre del comitè editorial de New-York Tribune des de 1910. Entre 1895 i 1908 va ser editor assistent de The Critic. Va ser crític literari des de 1913. El 1893 havia emigrat als Estats Units. Va morir el 19 de maig de 1917 a casa seva, a 388 West 136th Street de Manhattan.